# روبینتینیدین
روبینتینیدین (به انگلیسی: Robinetinidin) با فرمول شیمیایی C۱۵H۱۱ClO۶ (C۱۵H۱۱O۶+, Cl-) یک ترکیب شیمیایی با شناسه پاب‌کم ۱۶۲۱۲۷۲۳ است. که جرم مولی آن ۳۲۲٫۶۹ g/mol می‌باشد. 